# Веслање на Летњим олимпијским играма 1904 — дубл скул за мушкарце
Трка дубл скулова је била једна од пет дисциплина веслања на Олимпијским играма 1904.. Такмичење је одржано 30. јула 1904. на језеру у близини Сент Луиса. Стаза је била дугачка 1,5 миљу (2.414 м). У овој дисциплини веслало се само пола дужине стазе.
Учествовала су само три чамца са укупно 6 такмичара. Све три посаде су биле представници САД. Није било предтакмичења и сви су веслали у финалу. 

## Резултати

### Финале
| Пласман | Такмичари                      | Резултати                  |
| ------- | ------------------------------ | -------------------------- |
|         | САД Џон Малкејхи Вилијам Варли | 10:03,2                    |
|         | САД Џејми Маклохлин Џон Хобен  | заостали за 2 дужине чамца |
|         | САД Џозеф Раванак Џон Велс     | непознато                  |